# Malagascoderes
Malagascoderes — род жуков-златок.

## Распространение
Афротропика: Мадагаскар.

## Описание
Мелкие златки со слегка сплющенным телом, бронзового и черного цвета.

## Систематика
Известно 2 вида. Род относится к трибе Coraebini Bedel, 1921 (Agrilinae).
- Род Malagascoderes Bellamy, 2006[3]
  - Malagascoderes goudotii (Thomson, 1878) typus (=Discoderes goudotii)
  - Malagascoderes scriptus (Théry, 1937)